# 肖西·索瓦萊尼
肖西·奧法基瓦哈福勞·索瓦萊尼（1970年2月28日—），是一名東加政治人物，自2021年起擔任東加首相，并改以氏族长头衔胡阿卡瓦梅利库自称。他曾擔任過內閣大臣，並於2014年至2017年擔任汤加副首相。

## 早期生活
索瓦萊尼來自汤加塔布岛恩格萊亞（Ngele'ia），是前副首相蘭吉·卡瓦利庫的兒子。他在紐西蘭的提馬魯男子高中就學，並於1988年畢業。他在紐西蘭的奧克蘭大學主修計算機科學系，於1992年獲得學士學位。隨後他在牛津大學獲得碩士學位，並在斐濟蘇瓦的南太平洋大學獲得工商管理碩士學位。1996年至2010年，他在東加財政部擔任公務員，之後為太平洋共同體和亞洲開發銀行工作。他於2013年回到東加，在公共企業部擔任執行長。

## 政治生涯
索瓦萊尼在2014年東加大選中首次當選為湯加立法會議員，並被任命為阿基利西·波希瓦內閣的副首相兼環境和通訊大臣。作為通訊大臣，他在2015年推動了兩項允許網路審查的法案。
2017年9月，他因支持國王圖普六世解雇首相、解散議會和舉行新選舉的決定而被解雇，理由是不忠诚。他參加2017年東加大選，並作為東加塔布島唯一的非DPFI議員再次當選。他隨後與波希瓦爭奪首相職位，但以12票對14票被擊敗。
阿基利西·波希瓦去世後，索瓦萊尼支持波希瓦·圖伊奧內托阿競選首相。他被任命為圖伊奧內托阿的內閣成員，擔任教育和培訓大臣。
2021年1月，他被授予Hu'akavameiliku酋長頭銜，他的父親也曾擁有該頭銜。
他在2021年大選中再次當選，同時在所有席位的候選人中獲得座高票數。

## 就任首相
在選舉後的談判中，索瓦萊尼與艾薩克·埃克一起成為首相職位的兩名主要競爭者之一。2021年12月15日，他以16票擊敗埃克，當選為東加首相。埃克已經表示，他將在法庭上對選舉結果提出異議。12月27日，他被正式任命為首相。他於2021年12月29日任命了他的內閣，保留教育事務大臣職位，此外還負責警察和武裝部隊職位。

2024年12月9日，由於與王室意見不合，索瓦蘭尼宣布請辭首相。

## 外部連結
- 维基共享资源上的相關多媒體資源：肖西·索瓦萊尼
- 维基语录上有关Siaosi Sovaleni的语录

| 議會席位                     | 議會席位                                  | 議會席位                                |
| ---------------------------- | ----------------------------------------- | --------------------------------------- |
| 前任者： 西蒂維尼·哈拉普亞   | 汤加塔布岛第三选区立法會議員 2014年－至今 | 現任                                    |
| 官衔                         |                                           |                                         |
| 前任者： 萨缪·瓦伊普卢       | 東加副首相 2014年－2017年                 | 繼任者： 馬亞夫·圖庫伊拉希              |
| 前任者： 馬亞夫·圖庫伊拉希   | 環境和通訊大臣 2014年－2017年             | 繼任者： 波阿西·泰伊                    |
| 前任者： 阿基利西·波希瓦     | 汤加外交大臣 2017年－2018年               | 繼任者： 阿基利西·波希瓦                |
| 前任者： 佩尼西馬尼·費費塔   | 教育和培訓大臣 2019年－至今               | 現任                                    |
| 前任者： 波希瓦·圖伊奧內托阿 | 東加首相 2021年－2024                     | 繼任者： 萨缪·瓦伊普卢（Samiu Vaipulu） |